# Campeonato Mundial de Patinação Artística no Gelo de 1924
O Campeonato Mundial de Patinação Artística no Gelo de 1924 foi a vigésima segunda edição do Campeonato Mundial de Patinação Artística no Gelo, um evento anual de patinação artística no gelo organizado pela União Internacional de Patinação (em inglês:  International Skating Union) onde os patinadores artísticos competem pelo título de campeão mundial. Nesta edição as competições individual masculina e de duplas foram disputadas entre os dias 26 de fevereiro e 27 de fevereiro na cidade de Manchester, Reino Unido; e a competição individual feminina foi disputada entre os dias 16 de fevereiro e 17 de fevereiro na cidade de Kristiania, Noruega.

## Eventos
- Individual masculino
- Individual feminino
- Duplas

## Medalhistas
| Evento                        | Ouro                                       | Prata                                      | Bronze                                  |
| Individual masculino detalhes | Gillis Grafström · Suécia                  | Willy Böckl · Áustria                      | Ernst Oppacher · Áustria                |
| Individual feminino detalhes  | Herma Plank-Szabo · Áustria                | Ellen Brockhöft · Alemanha                 | Beatrix Loughran · Estados Unidos       |
| Duplas detalhes               | Helene Engelmann · Alfred Berger · Áustria | Ethel Muckelt · John F. Page · Reino Unido | Elna Herikson · Kaj af Ekström · Suécia |

## Resultados

### Individual masculino
| Pos.              | Nome             | Nacionalidade | Pontos |
| ----------------- | ---------------- | ------------- | ------ |
| Medalha de ouro   | Gillis Grafström | Suécia        | 5      |
| Medalha de prata  | Willy Böckl      | Áustria       | 10     |
| Medalha de bronze | Ernst Oppacher   | Áustria       | 22     |
| 4                 | John F. Page     | Reino Unido   | 23     |
| 5                 | Ludwig Wrede     | Áustria       | 23     |
| 6                 | Otto Preißecker  | Áustria       | 26     |
| 7                 | Martin Stixrud   | Noruega       | 31     |

### Individual feminino
| Pos.              | Nome              | Nacionalidade  | Pontos |
| ----------------- | ----------------- | -------------- | ------ |
| Medalha de ouro   | Herma Plank-Szabo | Áustria        | 5      |
| Medalha de prata  | Ellen Brockhöft   | Alemanha       | 12     |
| Medalha de bronze | Beatrix Loughran  | Estados Unidos | 16     |
| 4                 | Gisela Reichmann  | Áustria        | 12     |
| 5                 | Sonja Henie       | Noruega        | 22     |
| 6                 | Klara Johansen    | Noruega        | 28     |
| 7                 | Ragnvi Torslow    | Suécia         | 35     |

### Duplas
| Pos.              | Nome                             | Nacionalidade | Pontos |
| ----------------- | -------------------------------- | ------------- | ------ |
| Medalha de ouro   | Helene Engelmann / Alfred Berger | Áustria       | 5      |
| Medalha de prata  | Ethel Muckelt / John F. Page     | Reino Unido   | 10     |
| Medalha de bronze | Elna Herikson / Kaj af Ekström   | Suécia        | 15     |

## Quadro de medalhas
| Ordem | País           | Medalha de ouro | Medalha de prata | Medalha de bronze |   | Ordem por total |
| ----- | -------------- | --------------- | ---------------- | ----------------- | - | --------------- |
| 1     | Áustria        | 2               | 1                | 1                 | 4 | 1               |
| 2     | Suécia         | 1               |                  | 1                 | 2 | 2               |
| 3     | Alemanha       |                 | 1                |                   | 1 | 3               |
| 3     | Reino Unido    |                 | 1                |                   | 1 | 3               |
| 5     | Estados Unidos |                 |                  | 1                 | 1 | 3               |
| TOTAL | TOTAL          | 3               | 3                | 3                 | 9 | —               |